# Frans van der Burch
Hendrik Frans van der Burch (Gent, 26 juli 1567 - Bergen, 23 mei 1644) was een Zuid-Nederlands bisschop. Van der Burch was de 5e bisschop van Gent (1613-1616) en 7e aartsbisschop van Kamerijk (1616-1644).

## Levensloop
Hij stamde uit de adellijke familie Van der Burch. Zijn vader, Jean van der Burch, was graaf van Aubersart, heer van Ecaussinnes en Heronfontaine, raadsheer in de Raad van Vlaanderen, de Grote Raad van Mechelen en de Geheime Raad te Brussel. Zijn moeder, Margherita da Diacceto, was een nicht van bisschop Francesco Cattani da Diacceto (il Giovane) van Fiesole.
Hij studeerde eerst te Utrecht, dan filosofie te Dowaai en behaalde ten slotte het licentiaat in beide rechten te Leuven op 5 juni 1590.
Op 10 december 1592 werd hij priester gewijd en op 13 januari 1593 werd hij reeds kanunnik en deken van het Sint-Romboutskapittel te Mechelen.
Op 26 oktober 1596 werd hij door aartsbisschop Matthias Hovius tot vicaris-generaal van het aartsbisdom Mechelen benoemd.

## Bisschop

### Bisschop van Gent
Op 15 juni 1612 benoemden de aartshertogen Albrecht en Isabella Frans van der Burch tot bisschop van Gent, op 8 februari 1613 werd deze benoeming door paus Paulus V bevestigd en op 27 februari 1613 werd hij bisschop gewijd. Hij was 45 jaar. Als bisschopsleuze koos hij Unitas libertatis ars (Eenheid is de kunst van de vrijheid).
In 1614 liet hij het buitenverblijf van de Gentse bisschoppen, het Kasteel van Evergem, herstellen van de schade opgelopen toen het in 1583 beschoten werd door de troepen van Alexander Farnese. 
Toen in juni 1615 de pest was uitgebroken in Bergen, stuurde het stadsbestuur de abt van de Sint-Denijsabdij naar Gent om er te gaan vragen naar de Relikwie van de heilige Macharius (patroon van de pestlijders). Op 25 september werden de relikwieën plechtig ingehaald in Bergen en in maart 1616 was de stad van de pest bevrijd. Uit dankbaarheid liet het stadsbestuur een "prachtige zilveren kasse" maken door Hugo de la Vigne en schonk dat reliekschrijn aan de Gentse bisschop. Dit schrijn wordt bewaard in de crypte van de Sint-Baafskathedraal.

### Aartsbisschop van Kamerijk

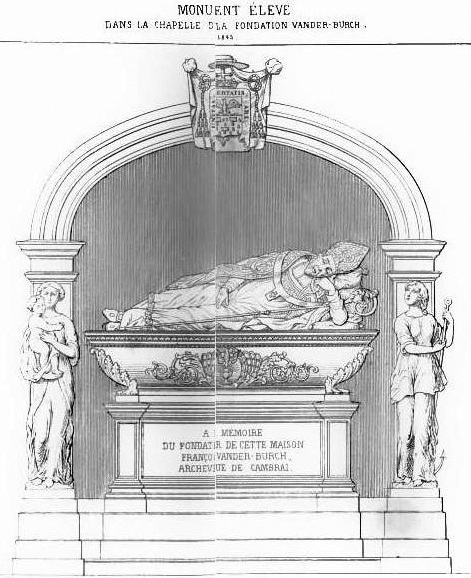
Grafmonument aartsbisschop Frans Van der Burch

Op het einde van 1615 werd Frans van der Burch tot aartsbisschop van Kamerijk (Cambrai) benoemd en op 2 mei 1616 werd deze benoeming door paus Paulus V  bevestigd.
Reeds op 19 juli 1616 ontvangt hij het pallium van paus Paulus V.
Het aartsbisdom Kamerijk beleefde in die tijd een periode van droogte met hongersnood en armoede tot gevolg en ook de pest heerste er. Van der Burch zorgde voor de behoeftigen en richtte in 1626 het liefdadigheid- en opvoedingshuis Onze-Lieve-Vrouw voor weeskinderen op, geleid door de congregatie van de heilige Agnes, wat tot voorbeeld strekte voor dergelijke initiatieven in de regio, onder andere in Saint-Cyr-l'École waar Madame de Maintenon in 1685 het huis van Saint-Cyr stichtte.
Op 76-jarige leeftijd overleed hij te Bergen, waar hij op herderlijk bezoek was in 1644, en werd er begraven in de Jezuïetenkerk. Daar deze kerk ten gevolge van de opheffing van de Jezuïetenorde zou afgebroken worden, werd op 4 mei 1779 zijn stoffelijk overschot en zijn grafmonument door zijn opvolger Henri-Marie-Bernardin de Ceilhes de Rosset de Rocozel de Fleury overgebracht naar de Onze-Lieve-Vrouwekathedraal van Kamerijk. 
In Kamerijk is een straat naar hem genoemd.